# 필립 시드니

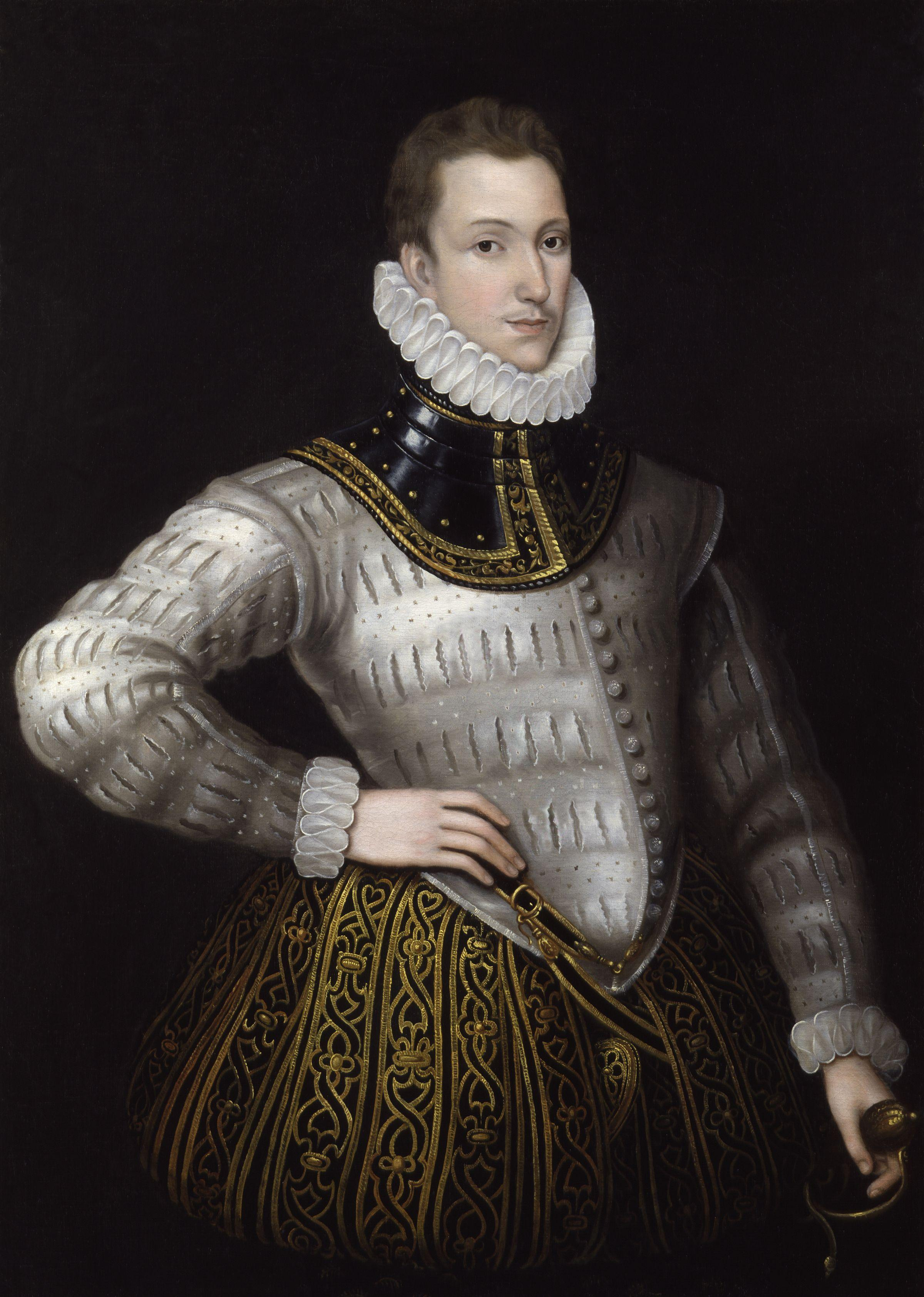

필립 시드니 경(Sir Philip Sidney, 1554년 11월 30일 ~ 1586년 10월 17일)은 영국의 시인, 정치인이다.
옥스퍼드 대학을 나온 후 독일·프랑스·이탈리아 등 대륙 각 나라를 외유(外遊)하고 귀국 후에는 정치가 ·시인으로서 활약, 문무(文武)를 겸비한 귀족으로서 국민으로부터 존경의 대상이 되었다. 특히 1586년 주트펜 전쟁에서 에스파냐군(軍)으로부터 중상을 입었을 때 바로 옆에 있던 빈사(瀕死)지경에 이른 한 병사에게 한모금의 물을 양보한 미담은 너무나도 유명하다. 스펜서를 비롯한 많은 시인들이 그의 죽음을 슬퍼했다.
누이동생 펨브로크 백작 부인을 위로하기 위해 목가적 산문이야기 <아르카디아>(1590)를 썼으며 작자 자신은 실패작이라고 생각하고 있었던 모양이나 당시의 궁정인(宮廷人)들의 환영을 받았을 뿐 아니라 외국에서도 많은 모방자가 나타날 정도였다.
영국 비평문학의 선구로 보는 <시(詩)의 변호>(1595)는 이 시대의 고슨(1554-1624)이 예술의 배덕성(背德性)을 비난한 데 대한 그의 반박시론으로 오늘날도 전문가들에게는 중요시되고 있다. 이 밖에 구수한 소네트집 <아스트로펠과 스텔라> 등 애송(愛誦)되는 시 작품들이 많다.